# L'amore ieri e oggi
L'amore ieri e oggi (Love Aaj Kal) è un film indiano del 2009 diretto da Imtiaz Ali.

## Remake
Il remake in lingua telugu del film è uscito nel 2011 con il titolo Teen Maar, per la regia di Jayanth C. Paranjee.

## Riconoscimenti
- Filmfare Awards
  - 2010: "Best Lyricist" (Irshad Kamil - Aaj Din Chadheya), "Best Choreography" (Bosco–Caesar - Chor Bazaari)
- International Indian Film Academy Awards
  - 2010: "Best Music Director" (Pritam), "Best Choreography" (Bosco–Caesar), "Best Costume Design" (Anaita Shroff Adajania, Dolly Ahluwalia)
- Producers Guild Film Awards
  - 2010: "Best Story" (Imtiaz Ali), "Chevrolet Heartbeat of the Nation (Female)" (Deepika Padukone), "Best Actor in a Supporting Role" (Rishi Kapoor), "Best Music Director" (Pritam), "Best Male Playback Singer" (Mohit Chauhan - Yeh Dooriyaan)
- Screen Awards
  - 2010: "Best Story" (Imtiaz Ali), "Best Supporting Actor" (Rishi Kapoor), "Best Male Playback Singer" (Rahat Fateh Ali Khan - Aaj Din Chadheya), "Best Lyricist" (Irshad Kamil - Chor Bazaari)
- Stardust Awards
  - 2010: "Hottest Film of The Year", "Dream Director" (Imtiaz Ali)